# Scott E. Forbush
Scott Ellsworth Forbush (* 10. April 1904 in Hudson, Ohio; † 4. April 1984 in Charlottesville) war ein US-amerikanischer Geophysiker. Hauptforschungsgebiet Forbushs waren zeitliche Variationen in der Stärke der kosmischen Strahlung.

## Leben
Forbush studierte bis 1925 Physik in Cleveland und anschließend an der Ohio State University. Anschließend spezialisierte er sich auf dem Gebiet der Geophysik. Nach einjähriger Tätigkeit beim National Bureau of Standards ging er 1927 zum Department of Terrestrial Magnetism der Carnegie Institution in Washington, D.C. Sein Studium setzte er 1931–1932 an der Johns Hopkins University fort. Danach arbeitete er bis 1969 wieder bei der Carnegie Institution. Diese Tätigkeit wurde nur durch seine Tätigkeit während des Zweiten Weltkrieges für die US Navy und dem Office of Scientific Research and Development und während des Koreakrieges unterbrochen.
Nach ihm benannt ist das Forbush-Ereignis, der beobachtete plötzliche Abfall in der hochenergetischen kosmischen Strahlung nach einem koronalen Massenauswurf.
1957 wurde er Fellow der American Physical Society. 1962 wurde er zum Mitglied der National Academy of Sciences gewählt.